# Grad Ribnica

Lega kraja v Atlasu okolja

Grad Ribnica (tudi ~ Reifniz) stoji v mestu Ribnica, na bregu reke Bistrice. Danes deluje v gradu muzej, v njem pa je tudi poročna dvorana. Na dvorišču je urejen Park kulturnikov in letno gledališče.

## Opis
Ribniški grad so pozidali sredi 13. stoletja. Verjetno so prvotno stolpasto poslopje pozidali v 12. stoletju že Turjačani (po Valvasorjevih besedah leta 1082). Postavljen je bil na ravnino ob reki Bistrici z obodno zasnovo peterokotnega tlorisa. Obodni zidovi so bili zaradi izpostavljene lege na ravnini precej debeli in so merili preko 2 m. Segali so do višine zaključka prvega nadstropja. Grajsko jedro sta sestavljala dva palasa, tu je bila tudi grajska kapela sv. Janeza Krstnika in dvorišče z vodnjakom.
V prvi polovici 16. stoletja so Ortenburžani pozneje dozidali nova poslopja in jedro gradu obdali s protiturškim obzidjem. Štiri vogale so utrdili z oglatimi stolpi, vhod pa so utrdili z visokim vhodnim stolpom. Okoli novega obzidja so uredili širok vodni jarek in ga povezali z bližnjo reko Bistrico. Vhod je bil preko lesenega mostovža čez reko Bistrico. Turki so tod divjali vsaj desetkrat, vendar gradu niso mogli zavzeti.
V 17. stoletju so grad prenovili v poznorenesančnem slogu in poskušali odvzeti nekaj utrdbenega značaja. Zasuli so obrambne jarke in odstranili nasipe okoli stavbe. Obrambne stolpe so prezidali v stanovanjske prostore. V 18. stoletju so podrli severozahodni stolp, kasneje pa na njegovem mestu zgradili gospodarsko poslopje. Prezidali so tudi grajsko jedro, vendar so ti posegi zaradi kasnejših temeljitih prezidav na začetku 19. stoletja manj jasni.
Leta 1810 so novi lastniki družine Rudež grad obsežno obnovili in mu dali klasicistično podobo. Ta se je nespremenjena ohranila do porušenja gradu med drugo svetovno vojno.
Po vojni so grad le deloma obnovili. Načrte za prenovo je izdelal arhitekt Ciril Tavčar. Obnovljena grajska stolpa so povezali z novim hodnikom, osrednjo stavbo gradu so podrli in ohranili temelje kot označitev, kje je stala. Pod novim hodnikom so uredili letno gledališče. Prenova je bila končana leta 1961. V prostorih je dobil svoje mesto novo ustanovljeni ribniški muzej s stalno postavitvijo razstave ter kavarna.

## Podrobna zgodovina gradu
Leta 1040 je oglejski patriarh Pilgrim dobil od rimsko-nemškega cesarja Henrika III. petdeset kraljevih kmetij v Cerknici in okoliških vaseh v Kranjski marki, kamor je sodila tudi Ribnica. Pragospostvo Ribnica so konec 11. stoletja dobili v oglejski fevd svobodni gospodje Auerspergi, po letu 1248 pa grof Herman Ortenburški. Grad je prvič omenjen leta 1264 kot castrum Reuienz, nato pa še večkrat v 15. stoletju (leta 1457 - geskis Reiffnitz, leta 1462 - gesloss in der Reyffnicz in leta 1470 - gesloss Reyffnycz), že prej, leta 1220, pa je omenjeno ribniško gospostvo (domino nostro in Rewenicz). Grad in gospoščino so upravljali turjaški ministeriali, nato ortenburški gradiščani in oskrbniki, ki so se tudi imenovali po gradu, po letu 1418 kastelani celjskih grofov, ki so podedovali ortenburško posest, med letoma 1456 in 1619 pa je bila Ribnica deželnokraljeva last. Med lastniki so bili po Valvazorjevem zapisu tudi Laaserji iz Loža, grad naj bi jim leta 1227 prodali Auerspergi, vendar so Laaserji upravljali sternberško posest pri Ribnici, na tem območju so imeli posest tudi svobodni gospodje Žovneški. Habsburžani so Ribnico dajali v zakup raznim fevdalnim družinam. Od leta 1456 do srede 16. stoletja so bili lastniki Ribnice deželnoknežji vazali, gospodje Pyrschi, na gradu sta bila oskrbnika Gašper in Andrej Lamberger, med letoma 1478 in 1493 pa je Sigmund Pyrsch dal Ribnico v zakup celjskemu glavarju Hohenwartu. Leta 1515 je omenjen zastavni lastnik Moric Purgstaller, isto leto zakupnik Karel Boltežar, leta 1521 zakupnik Bernard Ričan, leta 1543 vitez Jožef Lamberg, od leta 1576 do 1601 je grad ime Franc Gall, nato do leta 1619 Adam Moscon. Leta 1619 je cesar Ferdinand gospodarstvo prodal baronu Janezu Jakobu Khiesslu, leta 1641 ga je kupil baron Andrej Triller, po letu 1701 pa si je grad priženil grof Ludvik Gundakar Cobenzl, od leta 1810 pa meščanska rodbina Rudež. Anton Rudež je bil grajski oskrbnik od leta 1787, dve leti pozneje že najemnik ribniške gospoščine. Rudež je bil sošolec Valentina Vodnika ko je bil le ta kaplan v Ribnici in je bil pri graščaku vsakodnevni gost. V lasti Rudežev je ostal do leta 1937, ko jo je inženir Anton Rudež predelal v vojašnico. Do leta 1848 so bili v gradu prostori okrajnega sodišča, leta 1941 je bil v njem pehotni polk stare jugoslovanske vojske, po kapitulaciji Italije do velike nemške ofenzive v začetku novembra 1943 pa partizanska bolnišnica. Leta 1944 je grad požgala Varnostna-obveščevalna služba - VOS, da bi Nemcem preprečili ustanovitev postojanke.
Grad, kateremu je manjkala le streha glavnega poslopja je po vojni doživel usodo načrtnega rušenja nekdanje plemiške infrastrukture.

## Galerija
- Obnovljeno dvorišče gradu
- Vodnjak na dvorišču
- Balkon na obnovljeni stavbi
- Pogled na Francoski most in Grad Ribnica
- Panorama gradu Ribnica
- Poskus rekonstrukcije mestnega gradu Ribnica